# Mohammed Diomande
Mohammed Diomande (Yopougon, 30 ottobre 2001) è un calciatore ivoriano, centrocampista dei Rangers e della nazionale ivoriana.

## Caratteristiche tecniche
È un centrocampista offensivo.

## Carriera

### Club
Nato a Yopougon e cresciuto nella Right to Dream Academy, nel gennaio 2020 viene acquistato dal Nordsjælland che lo aggrega subito alla rosa della prima squadra. Fa il suo esordio fra i professionisti il 19 febbraio giocando titolare l'incontro di Superligaen vinto 6-0 contro l'Horsens. Il 13 settembre seguente segna la sua prima rete, aprendo le marcature della trasferta persa 3-2 sul campo del Brøndby.

### Nazionale
Il 7 giugno 2024 esordisce in nazionale maggiore nel successo per 1-0 contro il Gabon.

## Statistiche

### Presenze e reti nei club
Statistiche aggiornate al 12 agosto 2025.
| Stagione            | Squadra             | Campionato          | Campionato | Campionato | Coppe nazionali | Coppe nazionali | Coppe nazionali | Coppe continentali | Coppe continentali | Coppe continentali | Altre coppe | Altre coppe | Altre coppe | Totale | Totale | Totale |
| Stagione            | Squadra             | Comp                | Pres       | Reti       | Comp            | Pres            | Reti            | Comp               | Pres               | Reti               | Comp        | Pres        | Reti        | Pres   | Reti   |        |
| ------------------- | ------------------- | ------------------- | ---------- | ---------- | --------------- | --------------- | --------------- | ------------------ | ------------------ | ------------------ | ----------- | ----------- | ----------- | ------ | ------ | ------ |
| 2019-2020           | Nordsjælland        | SL                  | 15         | 0          | CD              | 0               | 0               | -                  | -                  | -                  | -           | -           | -           | 15     | 0      |        |
| 2020-2021           | Nordsjælland        | SL                  | 11         | 3          | CD              | 2               | 0               | -                  | -                  | -                  | -           | -           | -           | 13     | 3      |        |
| 2021-2022           | Nordsjælland        | SL                  | 25         | 3          | CD              | 1               | 1               | -                  | -                  | -                  | -           | -           | -           | 26     | 4      |        |
| 2022-2023           | Nordsjælland        | SL                  | 32         | 5          | CD              | 4               | 1               | -                  | -                  | -                  | -           | -           | -           | 36     | 6      |        |
| 2023-gen. 2024      | Nordsjælland        | SL                  | 13         | 0          | CD              | 1               | 0               | UECL               | 7                  | 0                  | -           | -           | -           | 21     | 0      |        |
| Totale Nordsjælland | Totale Nordsjælland | Totale Nordsjælland | 96         | 11         |                 | 8               | 2               |                    | 7                  | 0                  |             | -           | -           | 111    | 13     |        |
| gen.-giu. 2024      | Rangers             | SP                  | 13         | 2          | CS              | 4               | 0               | UEL                | 2                  | 0                  | -           | -           | -           | 19     | 2      |        |
| 2024-2025           | Rangers             | SP                  | 36         | 4          | CS+CdL          | 2+4             | 0+1             | UCL+UEL            | 2+10               | 0+1                | -           | -           | -           | 54     | 6      |        |
| 2025-2026           | Rangers             | SP                  | 2          | 0          | CS+CdL          | 0               | 0               | UCL                | 4                  | 0                  | -           | -           | -           | 6      | 0      |        |
| Totale Rangers      | Totale Rangers      | Totale Rangers      | 51         | 6          |                 | 10              | 1               |                    | 18                 | 1                  |             | -           | -           | 79     | 8      |        |
| Totale carriera     | Totale carriera     | Totale carriera     | 147        | 17         |                 | 18              | 3               |                    | 25                 | 1                  |             | -           | -           | 190    | 21     |        |

### Cronologia presenze e reti in nazionale
| Cronologia completa delle presenze e delle reti in nazionale ― Costa d'Avorio | Cronologia completa delle presenze e delle reti in nazionale ― Costa d'Avorio | Cronologia completa delle presenze e delle reti in nazionale ― Costa d'Avorio | Cronologia completa delle presenze e delle reti in nazionale ― Costa d'Avorio | Cronologia completa delle presenze e delle reti in nazionale ― Costa d'Avorio | Cronologia completa delle presenze e delle reti in nazionale ― Costa d'Avorio | Cronologia completa delle presenze e delle reti in nazionale ― Costa d'Avorio | Cronologia completa delle presenze e delle reti in nazionale ― Costa d'Avorio |
| Data                                                                          | Città                                                                         | In casa                                                                       | Risultato                                                                     | Ospiti                                                                        | Competizione                                                                  | Reti                                                                          | Note                                                                          |
| ----------------------------------------------------------------------------- | ----------------------------------------------------------------------------- | ----------------------------------------------------------------------------- | ----------------------------------------------------------------------------- | ----------------------------------------------------------------------------- | ----------------------------------------------------------------------------- | ----------------------------------------------------------------------------- | ----------------------------------------------------------------------------- |
| 7-6-2024                                                                      | Korhogo                                                                       | Costa d'Avorio                                                                | 1 – 0                                                                         | Gabon                                                                         | Qual. Mondiali 2026                                                           | -                                                                             | 78’                                                                           |
| 11-6-2024                                                                     | Lilongwe                                                                      | Kenya                                                                         | 0 – 0                                                                         | Costa d'Avorio                                                                | Qual. Mondiali 2026                                                           | -                                                                             | 88’                                                                           |
| 10-9-2024                                                                     | Yaoundé                                                                       | Ciad                                                                          | 0 – 2                                                                         | Costa d'Avorio                                                                | Qual. Coppa d'Africa 2025                                                     | -                                                                             | 75’                                                                           |
| 15-10-2024                                                                    | Monrovia                                                                      | Sierra Leone                                                                  | 1 – 0                                                                         | Costa d'Avorio                                                                | Qual. Coppa d'Africa 2025                                                     | -                                                                             | 46’                                                                           |
| 21-3-2025                                                                     | Meknès                                                                        | Burundi                                                                       | 0 – 1                                                                         | Costa d'Avorio                                                                | Qual. Mondiali 2026                                                           | -                                                                             | 82’                                                                           |
| 24-3-2025                                                                     | Abidjan                                                                       | Costa d'Avorio                                                                | 1 – 0                                                                         | Gambia                                                                        | Qual. Mondiali 2026                                                           | -                                                                             | 68’                                                                           |
| 7-6-2025                                                                      | Toronto                                                                       | Nuova Zelanda                                                                 | 1 – 0                                                                         | Costa d'Avorio                                                                | Amichevole                                                                    | -                                                                             | 16’ 66’                                                                       |
| 10-6-2025                                                                     | Toronto                                                                       | Canada                                                                        | 0 – 0 (4 – 5 dtr)                                                             | Costa d'Avorio                                                                | Amichevole                                                                    | -                                                                             | 77’                                                                           |
| Totale                                                                        |                                                                               | Presenze                                                                      | 8                                                                             |                                                                               | Reti                                                                          | 0                                                                             |                                                                               |